# Лободенко, Анна Афанасьевна
Анна Афанасьевна Лободенко (в замужестве — Мозговая; 28 мая 1918, Кобылки, Рыльский уезд, Курская губерния — 27 мая 1974, Кобылки, Курская область) — передовик советского сельского хозяйства, звеньевая колхоза «Красный Октябрь» Глушковского района Курской области, Герой Социалистического Труда (1948).

## Биография
Родилась в 1918 году в селе Кобылки Рыльского уезда Курской губернии в крестьянской русской семье.
Завершив обучение в начальной школе, в 16 лет она стала трудиться в местном колхозе «Красный Октябрь», возглавив полеводческое звено. По итогам работы в 1940 году её звено получило высокий для Курской области урожай пшеницы — 15 центнеров с гектара и ржи — 16 центнеров с гектара.
В начале Великой Отечественной войны оказалась на оккупированной территории. После освобождения в 1943 году Курской области приняла активное участие в восстановлении разрушенного хозяйства. Основной силой колхоза были несколько ослабленных коров, да женщины и дети, которые стали заниматься земледелием и в 1945 году был получен первый существенный урожай сахарной свеклы — 185 центнеров с гектара.
По итогам работы в 1947 году её звено получило высокий урожай зерновых. На площади 8 гектаров было получено по 30,3 центнера ржи с гектара. Также были получены неплохие урожаи просо, свёклы и пшеницы.
«За получение высоких урожаев пшеницы и ржи в 1947 году», указом Президиума Верховного Совета СССР от 2 января 1948 года Анне Афанасьевне Лободенко было присвоено звание Героя Социалистического Труда с вручением ордена Ленина и медали «Серп и Молот».
Продолжала и дальше трудиться в сельском хозяйстве до окончания своей жизни. Ежегодно два звена в колхозе соревновались за звание лучшего — это звено Лободенко и звено Героя Социалистического Труда Ивановой М. Н.
Проживала в родном селе Кобылки. Умерла в 1974 году.

## Награды
За трудовые успехи была удостоена:
- золотая звезда «Серп и Молот» (02.01.1948);
- орден Ленина (02.01.1948);
- другие медали.